# Список нагород і номінацій фільму «Ла-Ла Ленд»
«Ла-Ла Ленд» (англ. La La Land) — американський драмедійний фільм-мюзикл, знятий Демієном Шазеллом. Світова прем'єра стрічки відбулась 31 серпня 2016 року на Венеційському міжнародному кінофестивалі, який вона відкривала, а в Україні — 12 січня 2017 року. Фільм розповідає про джазового піаніста, який закохується в молоду акторку в Лос-Анджелесі.
«Ла-Ла Ленд» став першим фільмом в історії премії «Золотий глобус», який отримав 7 нагород — він переміг у кожній категорії, в якій був номінований, включаючи наступні: найкращий фільм (комедія або мюзикл), найкращий режисер, найкращий актор (комедія або мюзикл), найкраща акторка (комедія або мюзикл). Попередній рекорд належав стрічкам «Пролітаючи над гніздом зозулі» (1975) Мілоша Формана і «Опівнічний експрес» (1978) Алана Паркера (6 нагород).

## Нагороди й номінації
| Список нагород і номінацій             | Список нагород і номінацій | Список нагород і номінацій               | Список нагород і номінацій                                                            | Список нагород і номінацій | Список нагород і номінацій |
| Кінопремія                             | Дата церемонії             | Категорія                                | Номінант(и)                                                                           | Результат                  | Дж                         |
| -------------------------------------- | -------------------------- | ---------------------------------------- | ------------------------------------------------------------------------------------- | -------------------------- | -------------------------- |
| Cinema Audio Society Awards            | 18 лютого 2017             | Найкращий звук                           | Стів Морроу, Енді Нелсон, Ай Лінг Лі, Ніколай Бакстер, Девід Бентанкур, Джеймс Ешвілл | Перемога                   | [ 3 ]                      |
| Американське товариство кінооператорів | 4 лютого 2017              | Найкращий кінооператор прокатного фільму | Лінус Сандгрен                                                                        | Номінація                  | [ 4 ]                      |
| Американський інститут кіномистецтва   | 6 січня 2017               | 10 найкращих фільмів року                | «Ла-Ла Ленд»                                                                          | Перемога                   | [ 5 ] [ 6 ]                |
| Венеційський кінофестиваль             | 10 вересня 2016            | «Золотий лев»                            | «Ла-Ла Ленд»                                                                          | Номінація                  | [ 7 ]                      |
| Венеційський кінофестиваль             | 10 вересня 2016            | Приз «Green Drop»                        | «Ла-Ла Ленд»                                                                          | Номінація                  | [ 7 ]                      |
| Венеційський кінофестиваль             | 10 вересня 2016            | Кубок Вольпі за найкращу жіночу роль     | Емма Стоун                                                                            | Перемога                   | [ 7 ]                      |
| Кінопремія Голлівуду                   | 6 листопада 2016           | Найкращий продюсер                       | Марк Платт                                                                            | Перемога                   | [ 8 ]                      |
| Кінопремія Голлівуду                   | 6 листопада 2016           | Найкращий оператор                       | Лінус Сандгрен                                                                        | Перемога                   | [ 8 ]                      |
| Міжнародний кінофестиваль у Торонто    | 18 вересня 2016            | Приз глядацьких симпатій                 | «Ла-Ла Ленд»                                                                          | Перемога                   | [ 9 ]                      |
| Флоридське коло кінокритиків           | 23 грудня 2016             | Найкращий фільм                          | «Ла-Ла Ленд»                                                                          | 2-ге місце                 | [ 10 ] [ 11 ]              |
| Флоридське коло кінокритиків           | 23 грудня 2016             | Найкращий режисер                        | Демієн Шазелл                                                                         | Перемога                   | [ 10 ] [ 11 ]              |
| Флоридське коло кінокритиків           | 23 грудня 2016             | Найкращий актор                          | Раян Гослінг                                                                          | Номінація                  | [ 10 ] [ 11 ]              |
| Флоридське коло кінокритиків           | 23 грудня 2016             | Найкраща акторка                         | Емма Стоун                                                                            | 2-ге місце                 | [ 10 ] [ 11 ]              |
| Флоридське коло кінокритиків           | 23 грудня 2016             | Найкращий оригінальний сценарій          | Демієн Шазелл                                                                         | Номінація                  | [ 10 ] [ 11 ]              |
| Флоридське коло кінокритиків           | 23 грудня 2016             | Найкращий оператор                       | Лінус Сандгрен                                                                        | Перемога                   | [ 10 ] [ 11 ]              |
| Флоридське коло кінокритиків           | 23 грудня 2016             | Найкращий художник-постановник           | «Ла-Ла Ленд»                                                                          | Перемога                   | [ 10 ] [ 11 ]              |
| Флоридське коло кінокритиків           | 23 грудня 2016             | Найкраща музика                          | Джастін Гурвіц                                                                        | Перемога                   | [ 10 ] [ 11 ]              |
| Премія AACTA                           | 6 січня 2017               | Найкращий фільм                          | «Ла-Ла Ленд»                                                                          | Перемога                   | [ 12 ] [ 13 ]              |
| Премія AACTA                           | 6 січня 2017               | Найкращий режисер                        | Демієн Шазелл                                                                         | Номінація                  | [ 12 ] [ 13 ]              |
| Премія AACTA                           | 6 січня 2017               | Найкращий актор                          | Раян Гослінг                                                                          | Номінація                  | [ 12 ] [ 13 ]              |
| Премія AACTA                           | 6 січня 2017               | Найкраща акторка                         | Емма Стоун                                                                            | Перемога                   | [ 12 ] [ 13 ]              |
| Премія AACTA                           | 6 січня 2017               | Найкращий сценарій                       | Демієн Шазелл                                                                         | Номінація                  | [ 12 ] [ 13 ]              |
| Премія БАФТА                           | 12 лютого 2017             | Найкращий фільм                          | «Ла-Ла Ленд»                                                                          | Перемога                   | [ 14 ]                     |
| Премія БАФТА                           | 12 лютого 2017             | Найкращий режисер                        | Демієн Шазелл                                                                         | Перемога                   | [ 14 ]                     |
| Премія БАФТА                           | 12 лютого 2017             | Найкращий актор                          | Раян Гослінг                                                                          | Номінація                  | [ 14 ]                     |
| Премія БАФТА                           | 12 лютого 2017             | Найкраща акторка                         | Емма Стоун                                                                            | Перемога                   | [ 14 ]                     |
| Премія БАФТА                           | 12 лютого 2017             | Найкращий оригінальний сценарій          | Демієн Шазелл                                                                         | Номінація                  | [ 14 ]                     |
| Премія БАФТА                           | 12 лютого 2017             | Найкращий оператор                       | Лінус Сандгрен                                                                        | Перемога                   | [ 14 ]                     |
| Премія БАФТА                           | 12 лютого 2017             | Найкраща музика                          | Джастін Гурвіц                                                                        | Перемога                   | [ 14 ]                     |
| Премія БАФТА                           | 12 лютого 2017             | Найкращий звук                           | Мілдред Морган, Ай-Лін Лі, Стів Морроу, Енді Нельсон                                  | Номінація                  | [ 14 ]                     |
| Премія БАФТА                           | 12 лютого 2017             | Найкращий художник-постановник           | Девід Васко, Сенді Рейнольдс-Васко                                                    | Номінація                  | [ 14 ]                     |
| Премія БАФТА                           | 12 лютого 2017             | Найкращий дизайн костюмів                | Мері Зофрес                                                                           | Номінація                  | [ 14 ]                     |
| Премія БАФТА                           | 12 лютого 2017             | Найкращий монтаж                         | Том Кросс                                                                             | Номінація                  | [ 14 ]                     |
| Премія Гільдії кіноакторів США         | 29 січня 2017              | Найкращий актор                          | Раян Гослінг                                                                          | Номінація                  | [ 15 ]                     |
| Премія Гільдії кіноакторів США         | 29 січня 2017              | Найкраща акторка                         | Емма Стоун                                                                            | Перемога                   | [ 15 ]                     |
| Премія Гільдії продюсерів США          | 28 січня 2017              | Найкращий продюсер фільму                | Фред Бергер, Джордан Горовіц, Марк Платт                                              | Перемога                   | [ 16 ] [ 17 ]              |
| Премія Гільдії режисерів США           | 4 лютого 2017              | Найкращий режисер                        | Демієн Шазелл                                                                         | Перемога                   | [ 18 ]                     |
| Премія Гільдії сценаристів США         | 19 лютого 2017             | Найкращий оригінальний сценарій          | Демієн Шазелл                                                                         | Номінація                  | [ 19 ]                     |
| Премія «Золотий глобус»                | 8 січня 2017               | Найкращий фільм — комедія або мюзикл     | «Ла-Ла Ленд»                                                                          | Перемога                   | [ 20 ] [ 21 ]              |
| Премія «Золотий глобус»                | 8 січня 2017               | Найкращий режисер                        | Демієн Шазелл                                                                         | Перемога                   | [ 20 ] [ 21 ]              |
| Премія «Золотий глобус»                | 8 січня 2017               | Найкращий актор (комедія або мюзикл)     | Раян Гослінг                                                                          | Перемога                   | [ 20 ] [ 21 ]              |
| Премія «Золотий глобус»                | 8 січня 2017               | Найкраща акторка (комедія або мюзикл)    | Емма Стоун                                                                            | Перемога                   | [ 20 ] [ 21 ]              |
| Премія «Золотий глобус»                | 8 січня 2017               | Найкращий сценарій                       | Демієн Шазелл                                                                         | Перемога                   | [ 20 ] [ 21 ]              |
| Премія «Золотий глобус»                | 8 січня 2017               | Найкраща музика                          | Джастін Гурвіц                                                                        | Перемога                   | [ 20 ] [ 21 ]              |
| Премія «Золотий глобус»                | 8 січня 2017               | Найкраща пісня                           | «City of Stars»                                                                       | Перемога                   | [ 20 ] [ 21 ]              |
| Премія «Оскар»                         | 26 лютого 2017             | Найкращий фільм                          | «Ла-Ла Ленд»                                                                          | Номінація                  | [ 22 ]                     |
| Премія «Оскар»                         | 26 лютого 2017             | Найкращий режисер                        | Демієн Шазелл                                                                         | Перемога                   | [ 22 ]                     |
| Премія «Оскар»                         | 26 лютого 2017             | Найкращий актор                          | Раян Гослінг                                                                          | Номінація                  | [ 22 ]                     |
| Премія «Оскар»                         | 26 лютого 2017             | Найкраща акторка                         | Емма Стоун                                                                            | Перемога                   | [ 22 ]                     |
| Премія «Оскар»                         | 26 лютого 2017             | Найкращий оригінальний сценарій          | Демієн Шазелл                                                                         | Номінація                  | [ 22 ]                     |
| Премія «Оскар»                         | 26 лютого 2017             | Найкраща музика                          | Джастін Гурвіц                                                                        | Перемога                   | [ 22 ]                     |
| Премія «Оскар»                         | 26 лютого 2017             | Найкраща пісня                           | «Audition (The Fools Who Dream)»                                                      | Номінація                  | [ 22 ]                     |
| Премія «Оскар»                         | 26 лютого 2017             | Найкраща пісня                           | «City of Stars»                                                                       | Перемога                   | [ 22 ]                     |
| Премія «Оскар»                         | 26 лютого 2017             | Найкращий звуковий монтаж                | Ай Лінг Лі, Мілдред Морган                                                            | Номінація                  | [ 22 ]                     |
| Премія «Оскар»                         | 26 лютого 2017             | Найкращий звук                           | Ай Лінг Лі, Енді Нельсон, Стів Морроу                                                 | Номінація                  | [ 22 ]                     |
| Премія «Оскар»                         | 26 лютого 2017             | Найкращий художник-постановник           | Девід Васко, Сенді Рейнольдс-Васко                                                    | Перемога                   | [ 22 ]                     |
| Премія «Оскар»                         | 26 лютого 2017             | Найкращий оператор                       | Лінус Сандгрен                                                                        | Перемога                   | [ 22 ]                     |
| Премія «Оскар»                         | 26 лютого 2017             | Найкращий дизайн костюмів                | Мері Зофрес                                                                           | Номінація                  | [ 22 ]                     |
| Премія «Оскар»                         | 26 лютого 2017             | Найкращий монтаж                         | Том Кросс                                                                             | Номінація                  | [ 22 ]                     |
| Премія «Кришталевий глобус»            | 12 лютого 2018             | Найкращий фільм іноземною мовою          | «Ла-Ла Ленд»                                                                          | Перемога                   | [ 23 ]                     |
| Премія «Сезар»                         | 2 березня 2018             | Найкращий фільм іноземною мовою          | «Ла-Ла Ленд»                                                                          | Номінація                  | [ 24 ]                     |